# Bombardeo estratégico

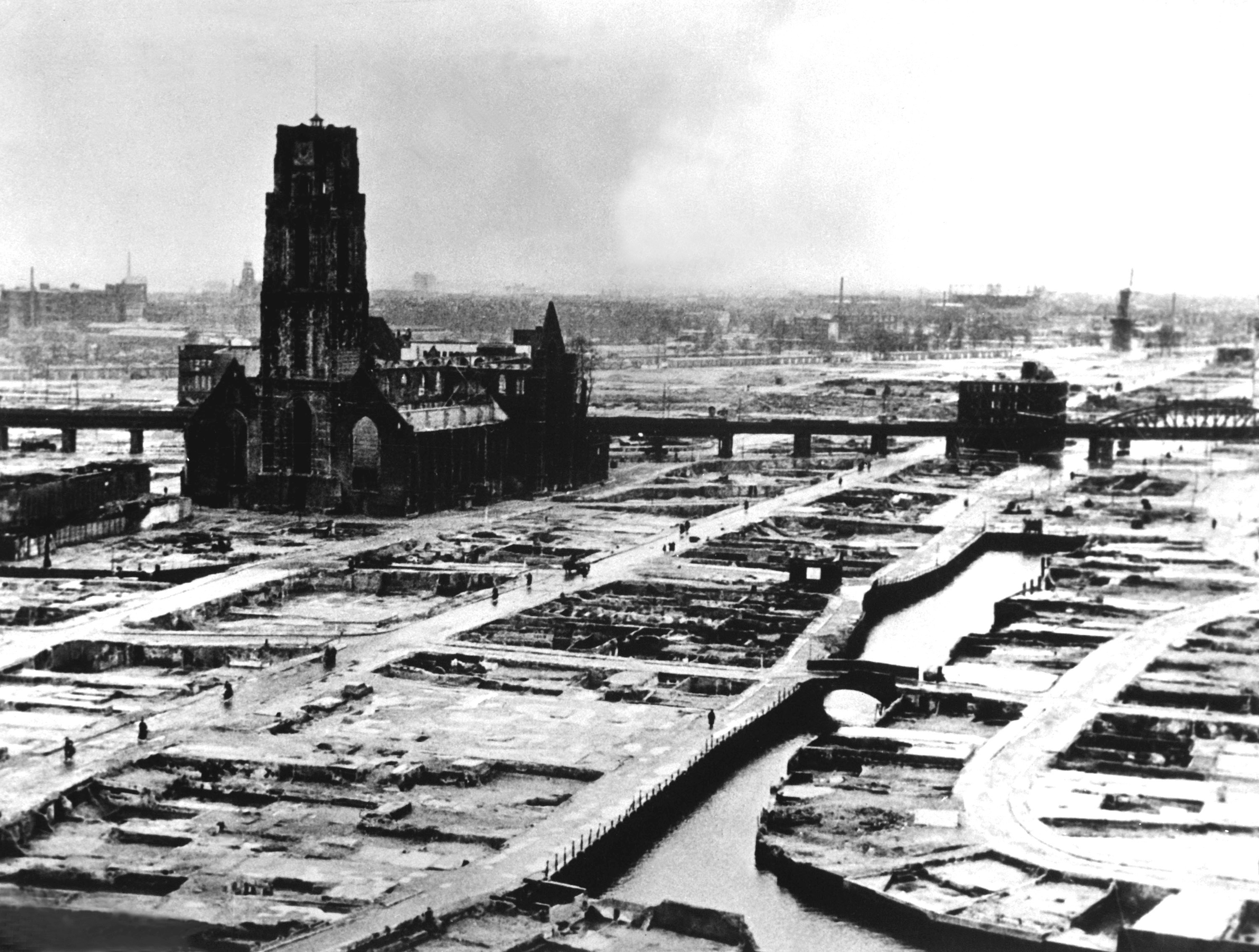
El corazón de la ciudad de Róterdam luego de ser bombardeada por Alemania en 1940. Se observa la ruina (hoy restaurada) Laurens Kerk, el único edificio que permanece en pie como recuerdo de la arquitectura medieval de Róterdam. Unas 900 personas murieron durante los bombardeos.

El bombardeo estratégico es una  estrategia militar utilizada durante una guerra total, que intenta destruir la capacidad económica de una nación para librar la guerra. Es un ataque aéreo sistemático y organizado. Se diferencia de un ataque táctico realizado durante el bombardero estratégico, que involucra aviones bombarderos estratégicos, misiles crucero o cazabombarderos que atacan blancos determinados durante la organización y planificación de la campaña de bombardeo estratégico.
La diferencia entre bombardeos tácticos y estratégicos es un tanto específicas. Las misiones de bombardeo estratégico por lo general atacan blancos tales como fábricas, redes ferroviarias, refinerías de petróleo y ciudades  completas, mientras que las misiones de bombardeo táctico se dirigen contra blancos tales como concentraciones de tropas, puestos de mando y control, aeropuertos militares y depósitos de munición, que son blancos específicos. La acción de volar hasta el blanco y lanzar las bombas, aun si es parte de una campaña de bombardeo estratégico, es un evento eminentemente táctico. Los aviones utilizados para bombardeos estratégicos son por lo general muy grandes, contando con gran autonomía de vuelo, mientras que los bombarderos tácticos son relativamente más pequeños.
Sin embargo, la diferencia no radica en el tipo de aeronave utilizada o el tipo de blanco asignado, sino en el propósito del ataque. El bombardeo táctico tiene por objetivo derrotar a fuerzas militares concretas del enemigo. En cambio, el bombardeo estratégico tiene por finalidad reducir la capacidad de una nación para sostener la guerra o doblegar su decisión política de pelear como parte de una estrategia global; por lo tanto, es correcto identificarla como bombardeo "estratégico global".

## Algunos de los pioneros en la realización de bombardeos estratégicos
- Henry H. "Hap" Arnold, USAF
- Giulio Douhet, Regia Aeronautica (Italia)
- Arthur "Bomber" Harris, RAF
- Curtis Le May, USAF
- Billy Mitchell, USAAC
- Carl Spaatz, USAF
- Hugh Trenchard, RAF